# Comechingones
Comechingón es la denominación vulgar con la cual se alude a dos etnias originarias de la República Argentina, los hênîa y los kâmîare, que a la llegada de los conquistadores españoles en el siglo XVI habitaban las Sierras Pampeanas, de las actuales provincias de Córdoba y San Luis. La denominación comechingones se cree que les fue dada por los invasores indoamericanos sanavirones, procedentes del centro de lo que hoy es la provincia de Santiago del Estero.[cita requerida] Fue tomada por los descubridores españoles, quienes nominaron a los pueblos henia-kamiare de esa manera, al comprender la heterogénea diversidad cultural que existía en lo que hoy son las sierras de Córdoba, e intentar reducir tal complejidad a una idea más simple y por lo tanto, nombrable. "Kaminchingon" viene, según Aníbal Montes, de "kami" (serranía), "chin" o "hin" (pueblos) y la pluralización quechua "gon". Es decir "serranía con muchos pueblos". El investigador asegura que se confundió, por entonces, un etnónimo con un toponímico.
Jerónimo Luis de Cabrera expresó en el año 1573 que realizaba su fundación principal en:

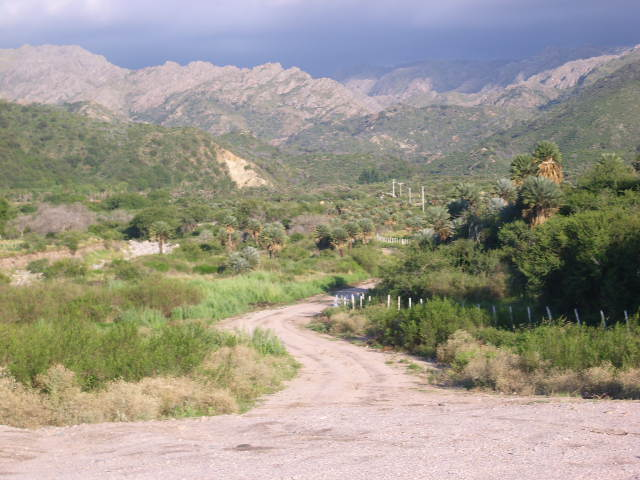
Vista de la sierra de Comechingones.

"un país en donde se dan las cuatro estaciones (...) y la gente es barbuda y alta, morena como en Andalucía".

## Denominación  y etnónimos
Los comechingones se autodenominaban como hênîa -al norte- y kâmîare -al sur-(los dos grupos principales), subdivididos en aproximadamente una decena de parcialidades.
El apelativo «comechingón» parece ser la deformación de una palabra peyorativa que les daba la etnia salavinón -o sanavirona- que hacia el siglo XV, procedente del interfluvio río Dulce-río Salado (actual Provincia de Santiago del Estero), invadía los territorios ancestrales de los henîa-kamiare. Los sanavirones los llamaban kamichingan, que en idioma salavirón parece haber significado 'vizcacha' o 'habitante de cuevas', esto debido al tipo de vivienda semisubterránea de los henia-kamiare.[cita requerida]
Sin embargo según la crónica del conquistador español Jerónimo de Vivar, escrita en 1558, el apodo les fue dado directamente por los españoles al escuchar el grito de guerra de los henîa: «¡Kom-chingôn!». Según Vivar este grito se traduciría por «muerte-a-ellos» (a los invasores). Es probable que los sanavirones "entendieran" y "tradujeran" con mofa tal clamor de guerra de sus enemigos con la palabra «kámichingan».
Al olvidarse con los siglos los étimos, ya desde el siglo XIX estaba divulgada la pseudo-etimología que suponía muy erróneamente que la palabra comechingones significaba comedores de trozos de tierra.

### Etnogénesis
Muchos antropólogos tienden a considerar a los hênia-kamiare como un conjunto muy diferenciado del grupo huárpido. Dos rasgos de los comechingones que más han llamado la atención son su aspecto caucasoide (los varones eran barbudos ya en la pubertad), sus tallas relativamente elevadas para su época (aproximadamente 1,71 m en los varones) y la existencia de una frecuencia de quizás el 15% de individuos de ojos grisáceos/verdosos. Los ojos claros eran llamados soto, y esta singularidad más el hecho de ser barbados y las pictografías como las de Cerro Colorado en donde se observan grafismos que en su forma recuerdan a las runas y que reproducen individuos montados sobre caballos y con algo que parecieran ser yelmos hizo que varios antropólogos del siglo XX creyeran en un origen (o al menos un fuerte influjo) vikingo en la etnogénesis de los hênia kamiâre, aunque en la actualidad tales teorías están prácticamente descartadas y el hecho por el cual en algunas pictografías aparecen dibujos muy estilizados que parecen drakkars o la presencia de personajes ecuestres se explica por la sencilla razón de que en tales pictografías los hênia kamiâre estaban representando la irrupción de los españoles en el s XVI.
Aunque los estudios revelan un predominio huárpido (al parecer el más antiguo), en la etnogénesis de este pueblo, a lo largo de miles de años, influyeron también linajes pámpidos, ándidos e incluso amazónidos, esto se explica por la ubicación geográfica de su territorio, que era la encrucijada de las diversas corrientes poblacionales prehistóricas del territorio que hoy es Argentina.
Quizás los hênia-kamiare remonten sus orígenes a poblaciones de la cultura Ayampitín milenaria (al menos existente desde el 6000 a. C.), cultura arqueológica que ha dejado rastros hasta en Tarija (que contiene una similitud en su habla con el habla cordobesa), pero, por el momento (diciembre de 2006) no existen datos que permitan decir con certeza plena que la cultura Ayampitín (nombre de un sitio del noroeste cordobés) sea correspondiente de un modo absoluto a un "momento formativo" de la etnia de los hênia y kamiare o "comechingones".
Casi con certeza la llamada Cultura Ongamira que comprendía Ongamira, Quebrada de Luna (los Terrones), cerro Minas y cerro Colchiquín, surgida hacia el 4600 a. C., es precedente directo de la cultura comechingón, aunque recién se puede hablar de una cultura comechingón en el período que va del 500 al 1600 d. C., diluyéndose esta cultura con la criolla-española tras el siglo XVI; uno de los últimos asentamientos con una cultura "comechingona" típica se ubicó en la localidad de Nono hasta el 1750, y tras 1600 corresponde hablar de una cultura "comechingón"-española.

La última comunidad hênia kamiâre de linajes reconocidos fue la de Tulián o Tolian, reconocida por los primeros gobiernos patrios argentinos y existente hasta mediados del s XIX en la zona de San Marcos Sierra; luego tal comunidad se mezcló totalmente con gente de origen europeo.

## Historia

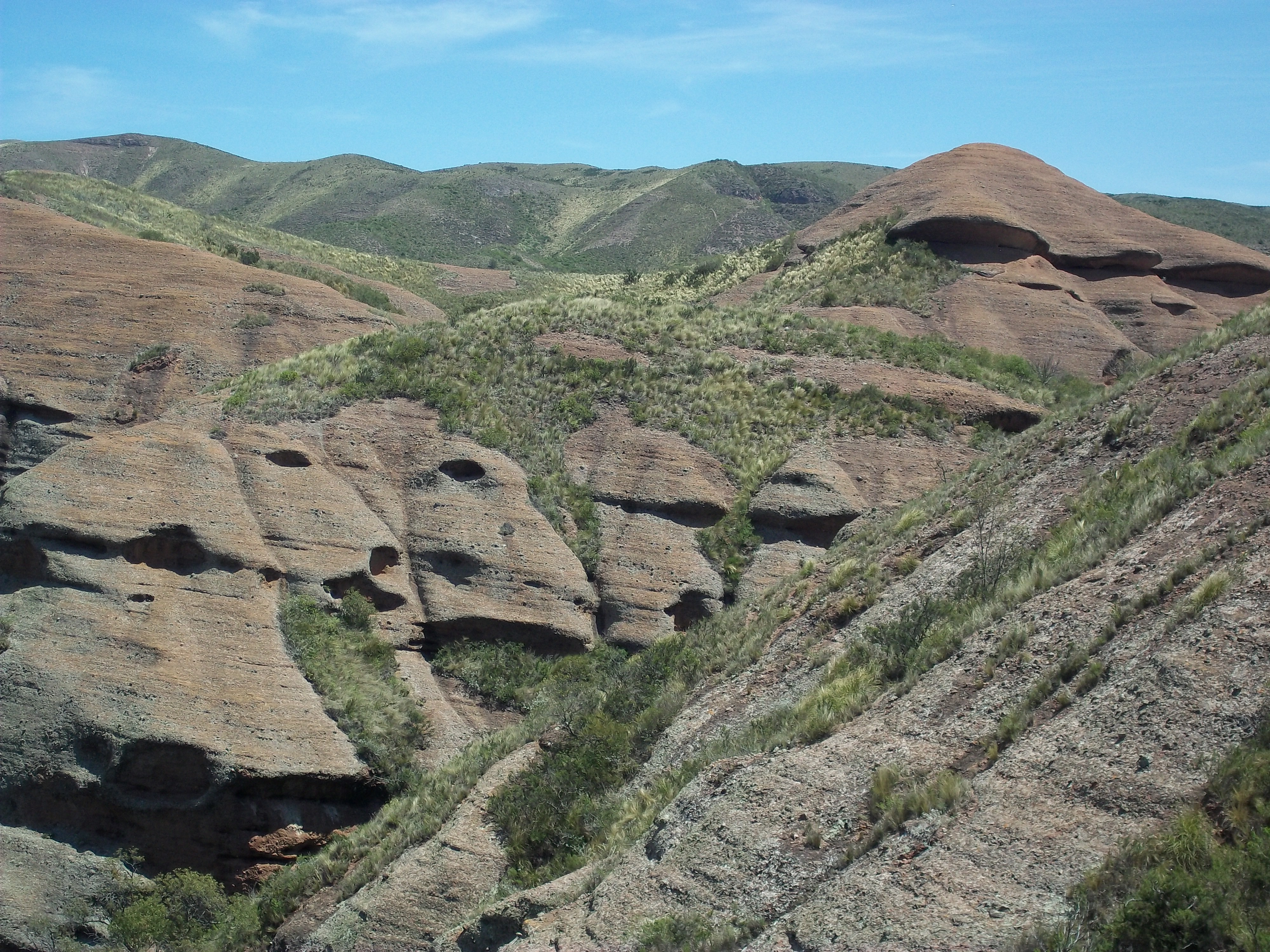
Vista del hábitat de los hênîa y los kâmîare (Comechingones).

### El poblamiento de las Sierras de Córdoba

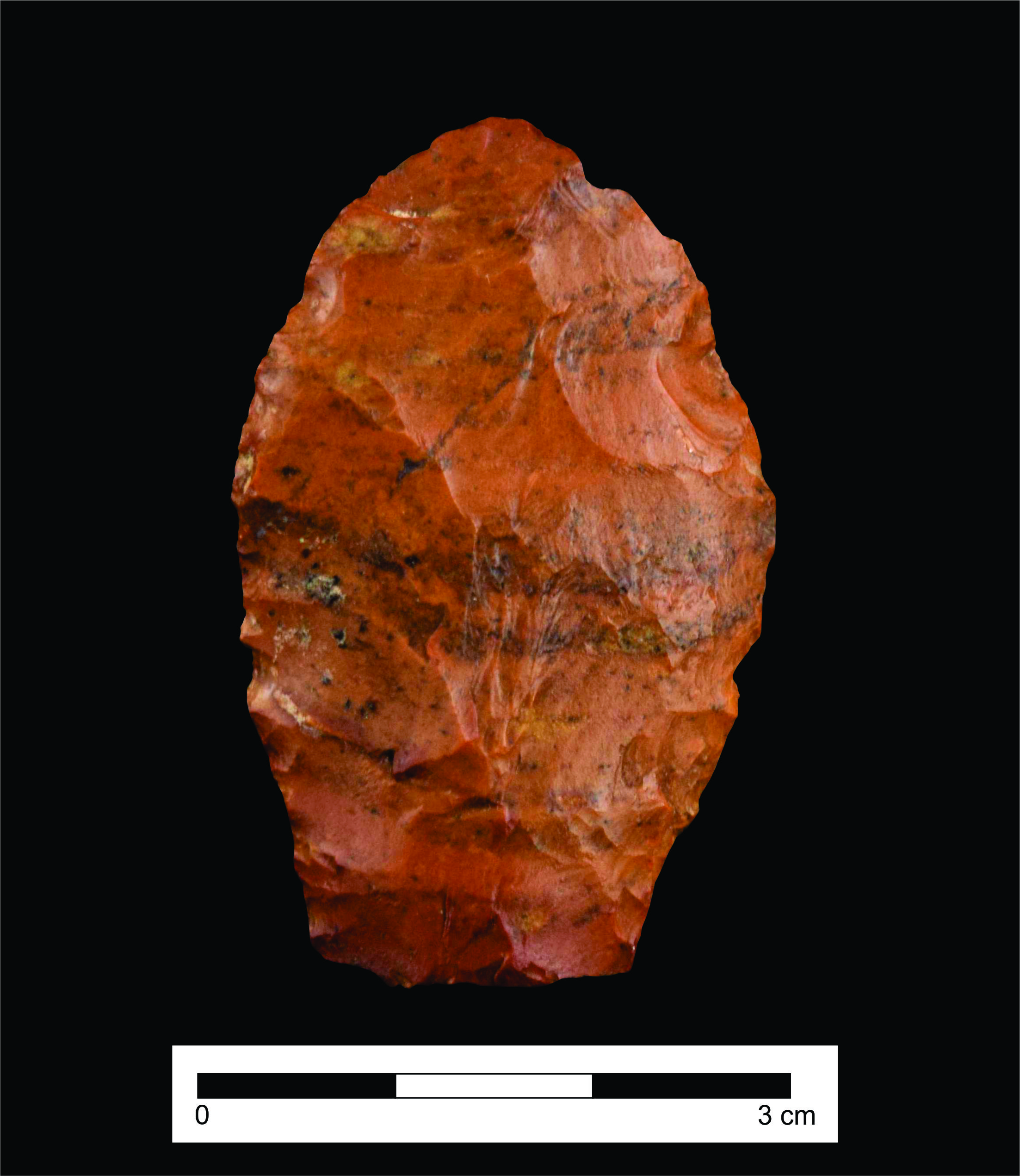
Punta de proyectil “cola de pescado” (Dique San Roque, Museo Arqueológico Numba Charava).

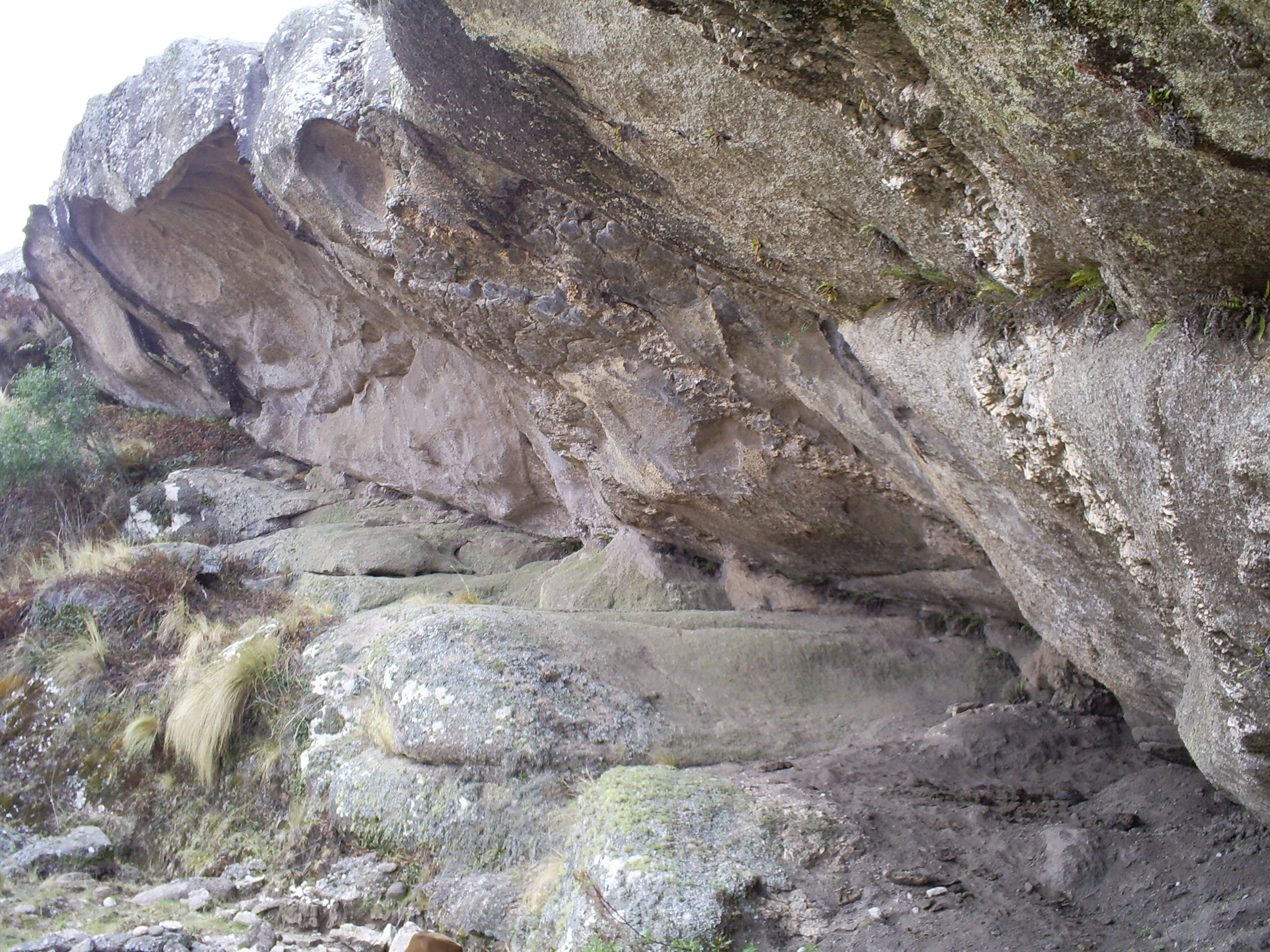
Sitio El Alto 3 (Pampa de Achala).

Las investigaciones confirman la presencia humana en las Sierras de Córdoba desde hace 11 000 años, a partir de hallazgos en el sitio El Alto 3 (Pampa de Achala). Los artefactos indican el establecimiento de campamentos de corta duración. Otros restos fueron registrados en la Gruta de Candonga, con una antigüedad de 10.400 años, además del hallazgo de algunas puntas de proyectil conocidas como “cola de pescado”, empleadas por cazadores-recolectores sudamericanos entre 11 000 y 9000 años atrás.
Estos primeros habitantes integraban pequeños grupos muy dispersos y móviles, que cubrían amplios territorios en busca de recursos. Su subsistencia se basaba en la caza de guanacos (Lama guanicoe) y venados de las pampas (Ozotoceros bezoarticus), y posiblemente frutos y semillas silvestres. En cuanto a su origen, se trataría de desprendimientos de grupos establecidos en las llanuras bonaerenses y uruguayas.

### Los cazadores-recolectores del Holoceno
Los cazadores-recolectores que habitaron la región serrana de Córdoba entre hace aproximadamente 8000 y 4000 años, al igual que en momentos más tempranos conformaban pequeños grupos dispersos y móviles. Además de la caza de guanacos y ciervos, hay un mayor énfasis en la captura de pequeños vertebrados como roedores. Además recolectaban frutos de especies silvestres como el algarrobo (Prosopis spp.) y el chañar (Geoffroea decorticans), así como huevos de ñandú (Rhea spp.). Para la captura de las presas principales empleaban lanzas con puntas de piedra de forma lanceolada, conocidas como “puntas ayampitín”, arrojadas manualmente o mediante un propulsor.

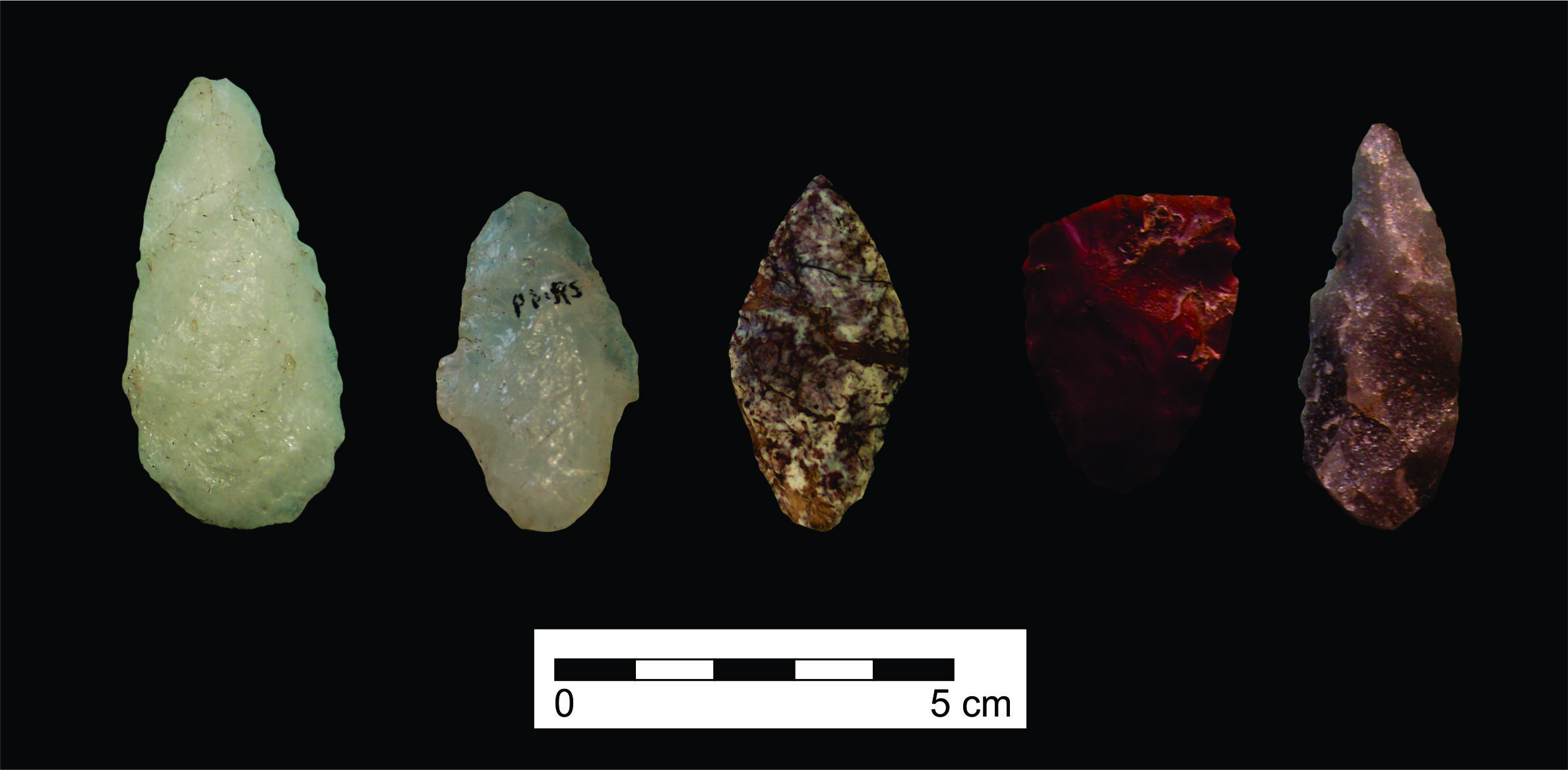
Puntas “ayampitín” de sitios arqueológicos de la Pampa de Achala.

En el período que abarca desde hace 4000 a 2000 años antes del presente aumentó la demografía y surgieron diferencias en la tecnología y en las estrategias de obtención de alimentos. Se adoptaron nuevos diseños de puntas de proyectil, de forma triangular, y se entablaron vínculos de larga distancia con otros grupos, como lo sugieren hallazgos de artefactos en valvas de moluscos del río Paraná y de la costa Atlántica.

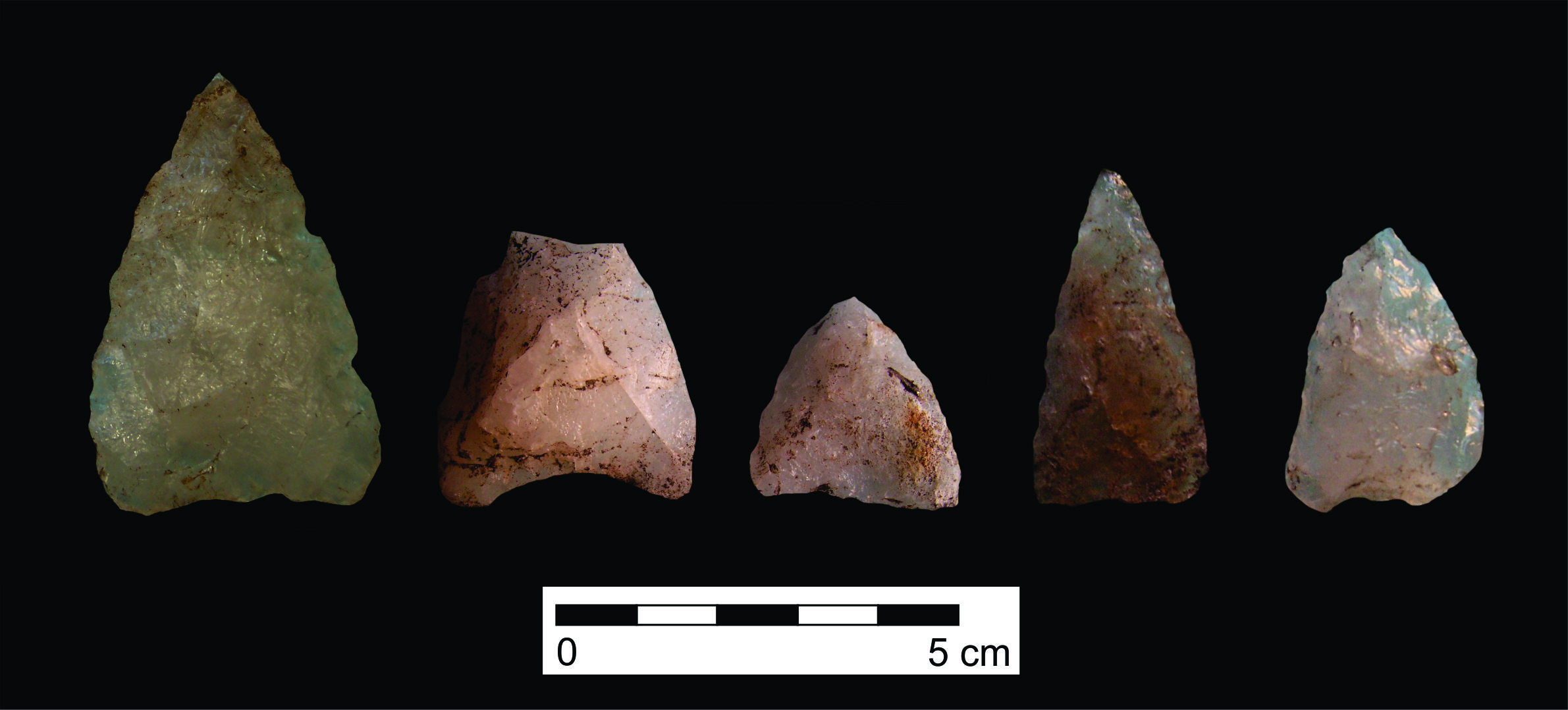
Puntas triangulares de sitios arqueológicos de la Pampa de Achala.

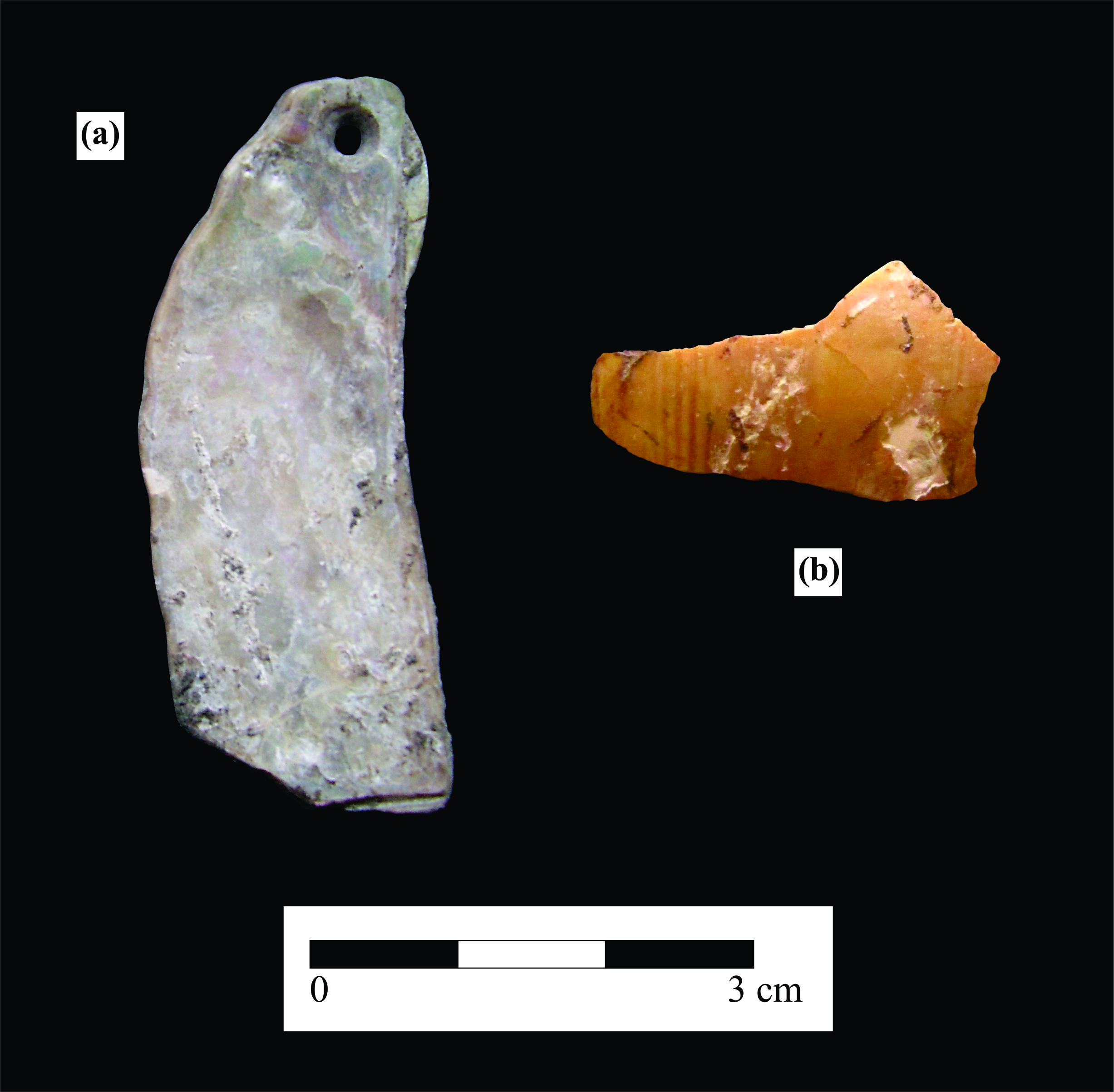
a) colgante en valva de almeja nacarada (Anodontites sp. o Diplodon sp.), procedente del sitio arqueológico Quebrada del Real 1 (Pampa de Achala); b) fragmento de artefacto en una valva de molusco marino (sitio Arqueológico Arroyo El Gaucho 1, Pampa de Achala).

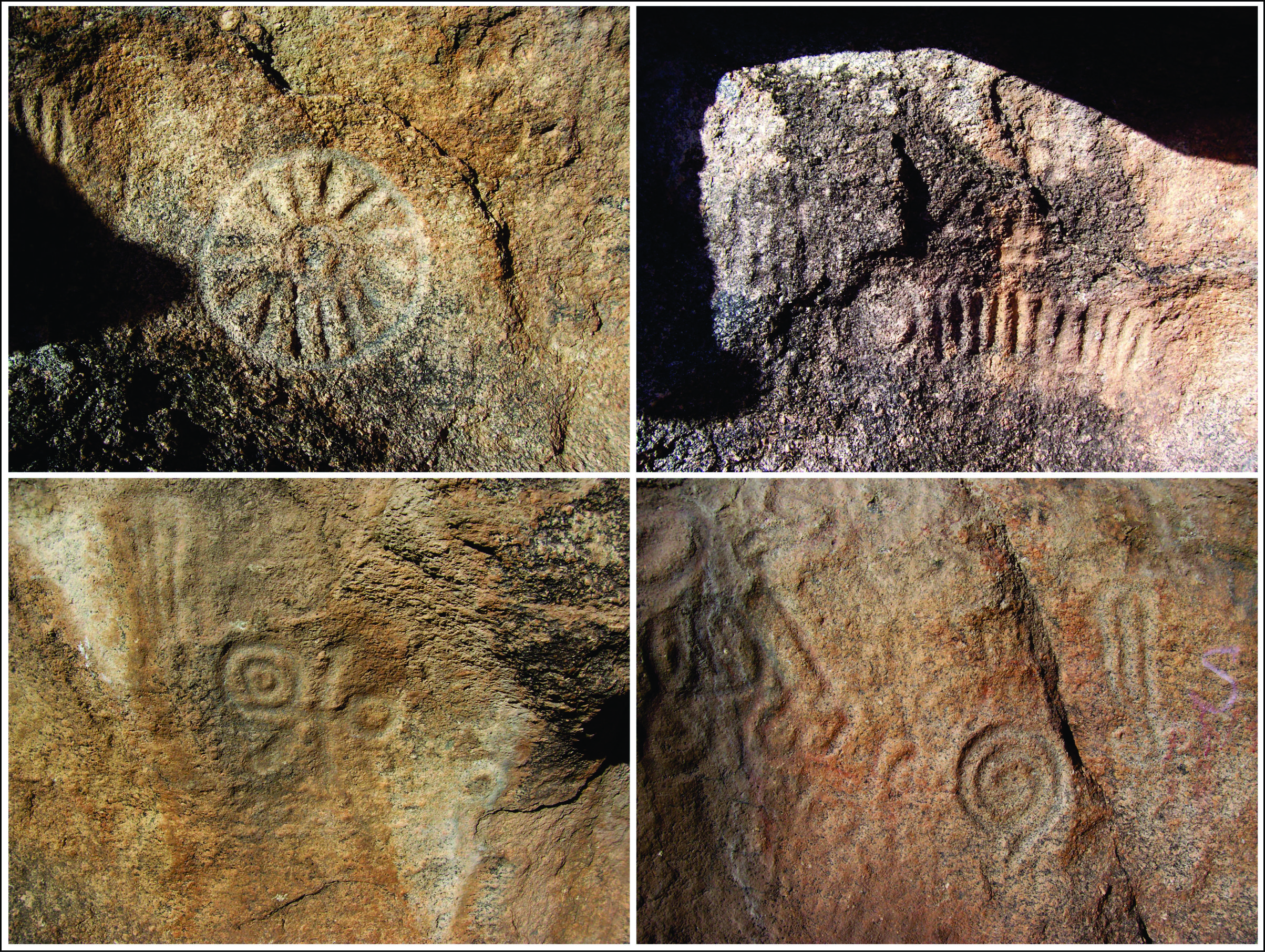
Grabados rupestres de las sierras de Serrezuela.

También aumentó la importancia en la dieta de plantas silvestres y pequeños animales como armadillos (Dasypodidae) y roedores. Hace 3000 años se registra el consumo de maíz (Zea mays), una planta alóctona probablemente obtenida a través de intercambios con vecinos agricultores.
Los cambios ocurridos durante este período se materializaron, entre otros aspectos, en las primeras expresiones simbólicas relacionadas con la construcción de identidades sociales y la pertenencia de los grupos a determinados territorios, como es el caso del arte rupestre y las sepulturas. También surgieron nuevos tipos de roles, posiciones e identidades personales, relacionadas con esferas como la gestión política, ritual o de redes de intercambio.

### Transición hacia la producción de alimentos
Hace unos 2000 años se acentuaron las transformaciones en el modo de vida de los cazadores-recolectores serranos. Estos grupos produjeron cambios en la subsistencia, en la movilidad y en la aparición de nuevas tecnologías, como la incorporación del arco y flecha y los primeros indicios de producción de cerámica.
Hace 1500 años se ocuparon más intensamente los ambientes serranos de altura así como paisajes que habían estado poco integrados a los circuitos de movilidad, principalmente ambientes chaqueños áridos que proporcionaron recursos silvestres en épocas de verano (por ejemplo las sierras de Guasapampa y Serrezuela). Se registra el consumo de pequeños granos, entre ellos quenopodios silvestres y otros recursos como frutos de árboles chaqueños: algarrobos, mistol (Sarcomphalus mistol, anteriormente Ziziphus mistol) y chañar.

### Las comunidades prehispánicas tardías

#### Asentamiento y movilidad
Los poblados instalados desde hace 1100 años en los valles y piedemontes serranos reflejaban la concentración de un conjunto de familias que realizaban actividades agrícolas, de recolección de frutos silvestres, la captura de pequeños animales, así como el procesamiento, almacenamiento y consumo de sus productos. Estos sitios presentan diferencias relativas a su tamaño, variedad de actividades llevadas a cabo, frecuencia de las reocupaciones y persistencia en el largo plazo, en muchos casos con antecedentes de uso que se remontan hasta los períodos previos. 
Las viviendas eran recintos rectangulares de unos 6 m de largo por 4m de ancho aproximadamente, semi-enterrados y construidos con materiales perecederos (troncos, ramas, cueros), conocidas como casa-pozo.

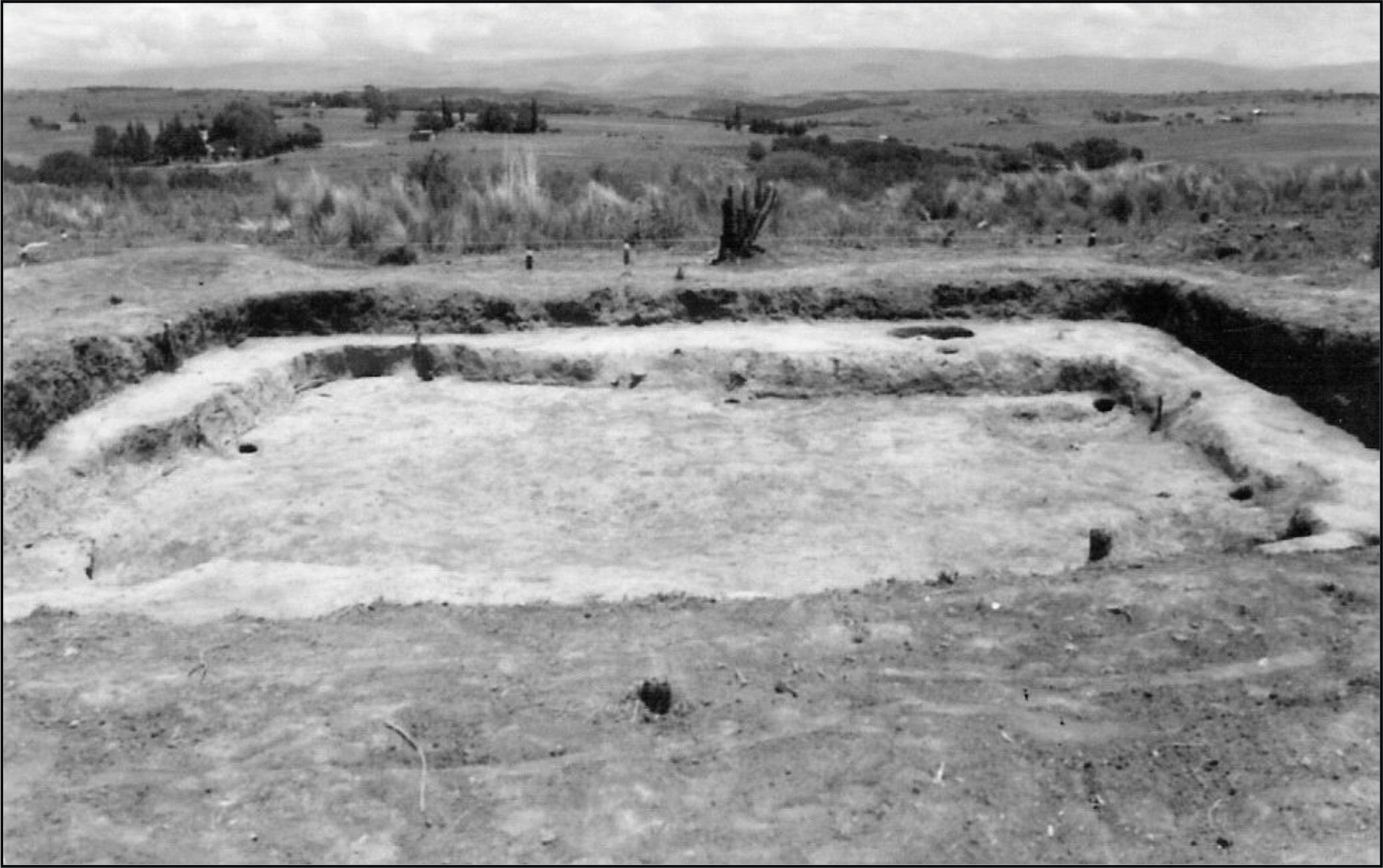
Recinto habitacional o casa-pozo en Potrero de Garay (valle de Los Reartes).

Sus habitantes se desplazaban estacionalmente hacia las Sierras Grandes, donde ocupaban refugios en cuevas y aleros rocosos, mientras se dedicaban a la cacería de guanacos y venados de las pampas. Otros paisajes ocupados de manera estacional fueron las serranías noroccidentales (sierras de Pocho, Guasapampa y Serrezuela), donde se obtenían frutos del Bosque Serrano y huevos de ñandú.

#### Actividades de subsistencia
El manejo de plantas fue un aspecto importante de la subsistencia. Entre las especies silvestres se cuentan el mistol, molle de beber (Lithraea molleoides), piquillín (Condalia spp.), algarrobos, chañar, Oca y Schinus sp. También se consumió la quínoa negra (Chenopodium quinoa var. melanospermum) y el poroto silvestre (Phaseolus vulgaris var. aborigeneus). Entre las especies cultivadas se destacan el maíz, porotos (Phaseolus vulgaris y Phaseolus lunatus), quínoa (Chenopodium quinoa var. quinoa), zapallos (Cucurbita spp.), papa (Solanum sp. cf. tuberosum) y posiblemente batata/camote o mandioca (Ipomea sp. o Manihot sp.).
La agricultura fue de baja escala, con parcelas de cultivo dispersas en el paisaje para disminuir los riesgos de pérdidas totales por causas ambientales (por ejemplo granizo o plagas), con una baja tecnificación (no construyeron acequias ni muros de contención) y a secano o temporal, es decir basada en el riego con lluvia.
Como ocurría en tiempos anteriores, las principales presas de caza eran el guanaco y el venado de las pampas. También fue significativa la captura de pequeños animales, como la corzuela (Mazama gouazoubira), armadillos, roedores (Microcavia sp., Galea sp., Dolichotis sp.), reptiles como lagartos (Salvator sp., anteriormente Tupinambis sp.) y aves (Tinamidae). Una importante fuente de proteína animal provino de la recolección de huevos de ñandú.

#### Tecnologías
Se elaboraron herramientas de piedra, por ejemplo azuelas y hachas pulidas que eran fundamentales para crear claros en el Bosque Serrano, fomentar el crecimiento de plantas silvestres con frutos comestibles y cultivar.

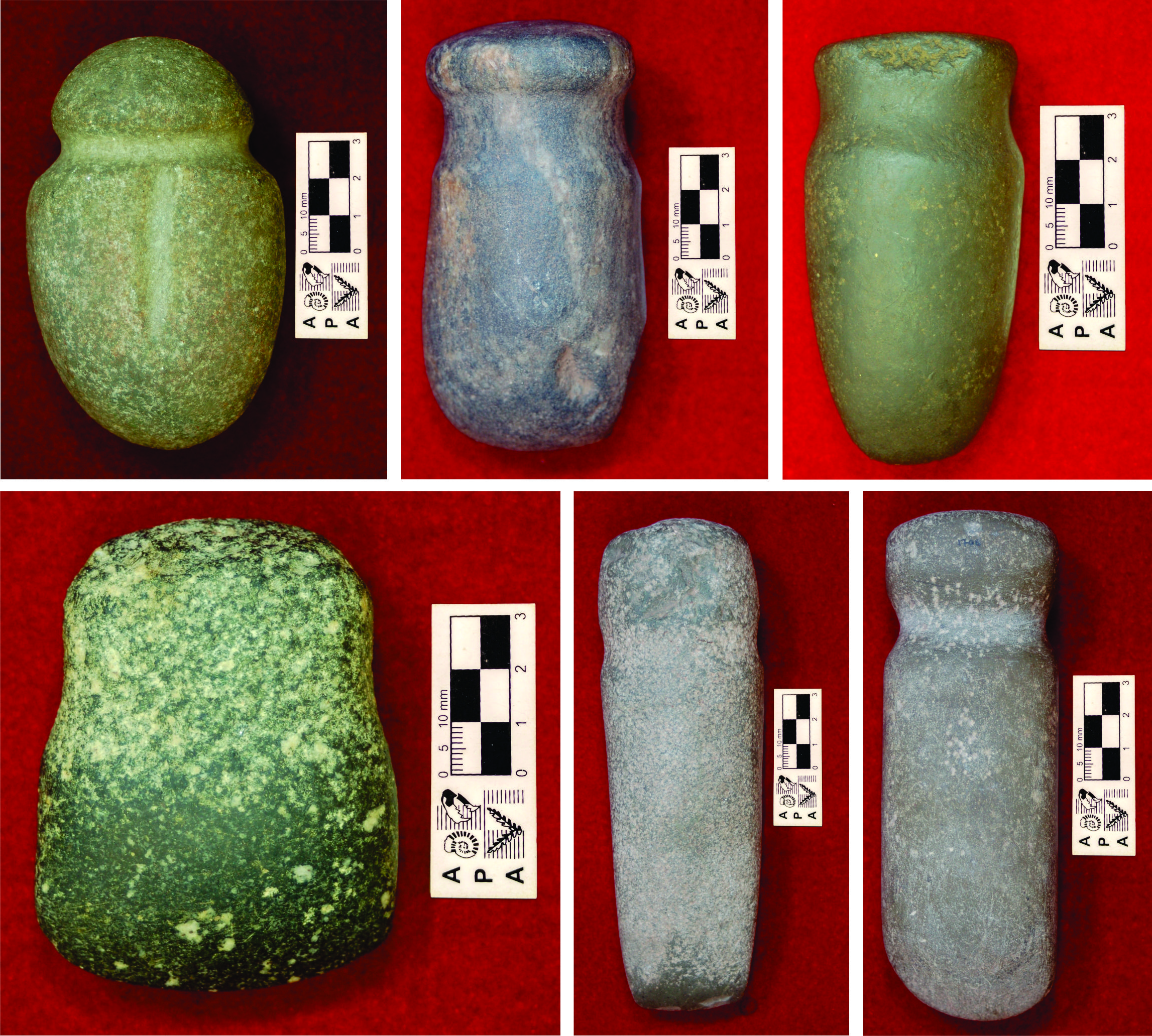
Azuelas y hachas del valle de Punilla (Museo Arqueológico Numba Charava de Villa Carlos Paz).

Las características de las armas sugieren que la captura de presas no era una simple actividad complementaria de otras prácticas económicas más relevantes. En tal contexto, las flechas impulsadas con arcos habrían jugado un rol crucial para abatir a variados animales.

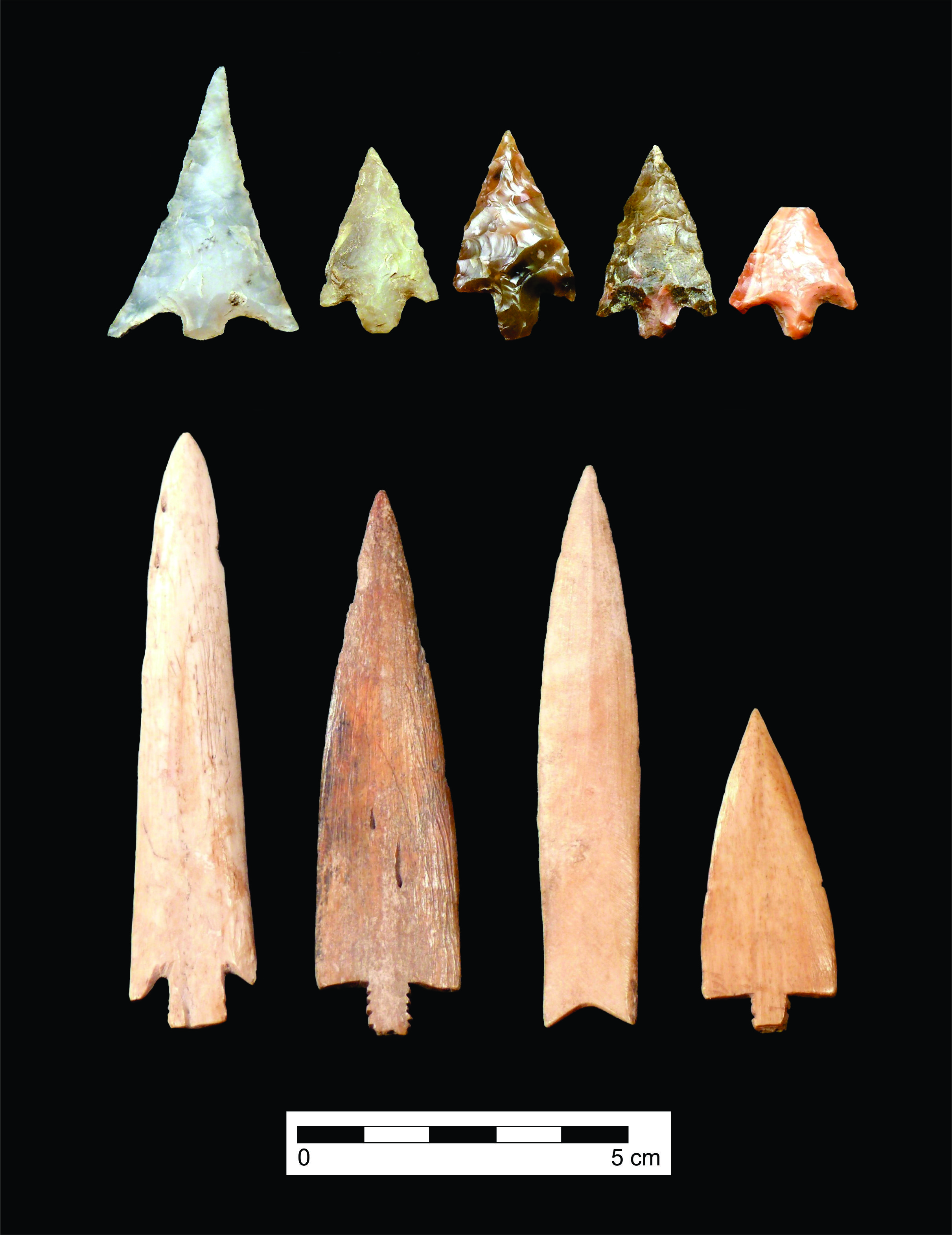
Puntas de proyectil líticas y óseas del Holoceno tardío final, Valle de Punilla, depositadas en el Museo Arqueológico Numba Charava de Villa Carlos Paz.

Los instrumentos óseos fueron elaborados a partir de desechos del consumo de alimentos, en especial huesos de guanaco. Punzones, leznas y agujas se utilizaron para procesar subproductos de la caza (pieles y cueros) o bien para confeccionar artefactos destinados a la obtención, procesamiento y almacenamiento de diversos productos. La producción cerámica se producía a nivel doméstico e incluía una variedad de vasijas adecuadas para hervir alimentos, para el transporte, almacenaje y para la cocción de distintas sustancias. Finalmente, se elaboraron artefactos livianos en fibras orgánicas (lanas, cestería), destinados a usos como la vestimenta o contenedores para el traslado, procesamiento y almacenamiento a corto plazo de productos agrícolas o de la recolección, de los cuales no se han conservado restos.

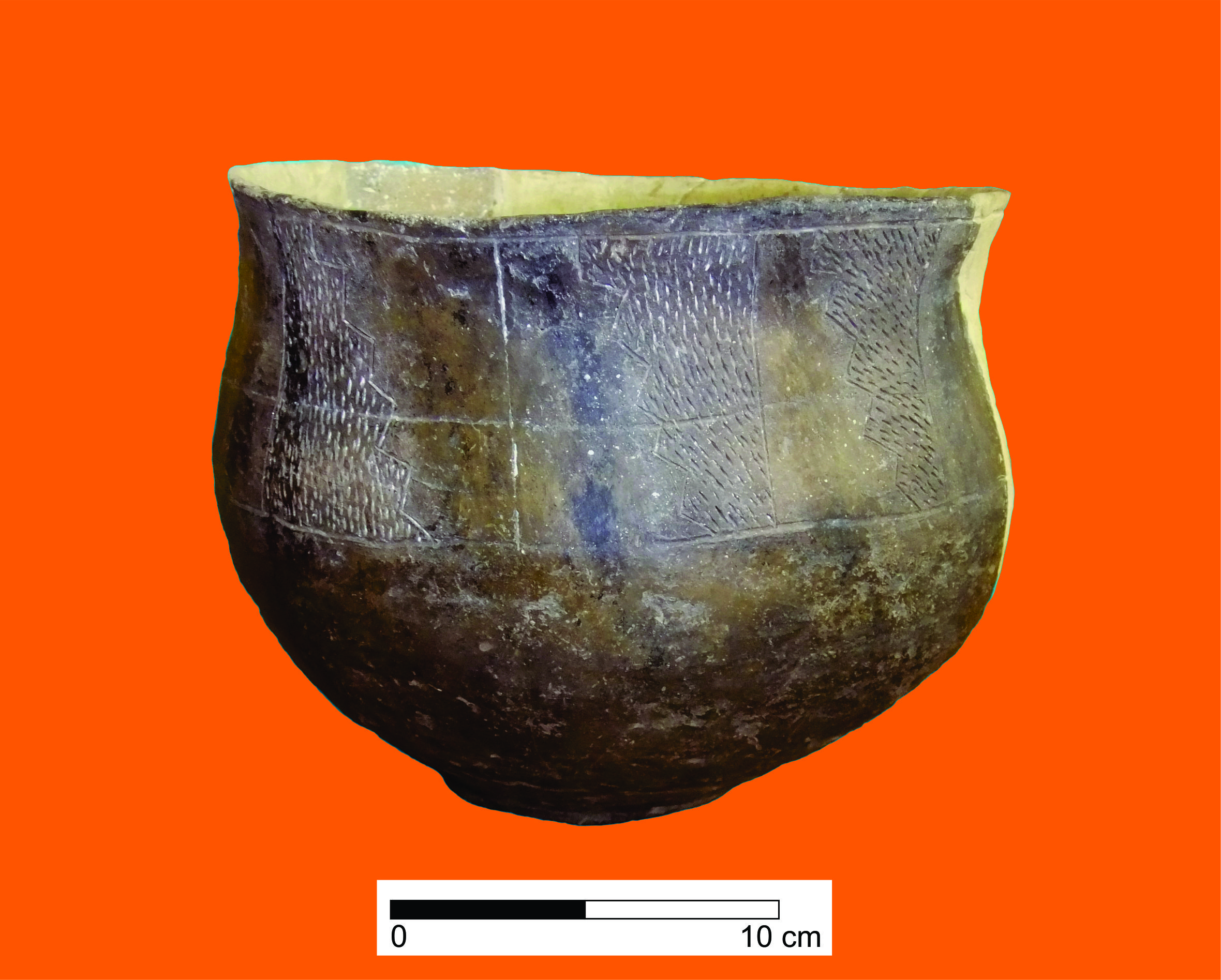
Recipiente cerámico de Potrero de Garay (valle de Los Reartes).

#### Estructuras sociopolíticas
Numerosos sitios arqueológicos señalan actividades realizadas en forma colectiva. En la mayoría se registran infraestructuras y abundantes residuos relacionados con la preparación y consumo de alimentos a gran escala. Los documentos escritos del tiempo de la conquista insisten en la importancia de las reuniones colectivas de los pueblos originarios (“juntas”), con un carácter celebratorio (“fiestas”, “festines”, “convites”) y relacionadas con el aprovechamiento de los recursos silvestres (“cazaderos”, “tiempo de la algarroba”). Estas instancias de participación fueron significativas en términos de la integración política de las comunidades.
Junto a estas fuerzas integradoras, los documentos coloniales señalan mecanismos contrapuestos que alentaban la fragmentación y el sostenimiento de cuotas de autonomía para los grupos domésticos y linajes familiares. Los testimonios arqueológicos que señalan procesos de dispersión estacional, las variadas trayectorias de reocupación de los sitios habitacionales, así como la importancia de las prácticas rituales realizadas a escala doméstica, sugieren grados considerables de autonomía retenidos por estos segmentos sociales que, en otras instancias, podían articularse en estructuras más inclusivas. Estas condiciones significaron un límite concreto para los procesos integradores y para la centralización del poder político.
Durante este período se incrementaron sensiblemente las demarcaciones territoriales, iniciadas en tiempos previos a través de formas materiales como el arte rupestre. Casi todas las pinturas y grabados realizados sobre rocas, en diferentes paisajes como los de Cerro Colorado, las sierras de Serrezuela o el valle de Guasapampa, entre otros, corresponden a este período. A través de estos medios se transmitieron diversas informaciones y se anclaron aspectos de la identidad y de la memoria de los grupos a determinados territorios.

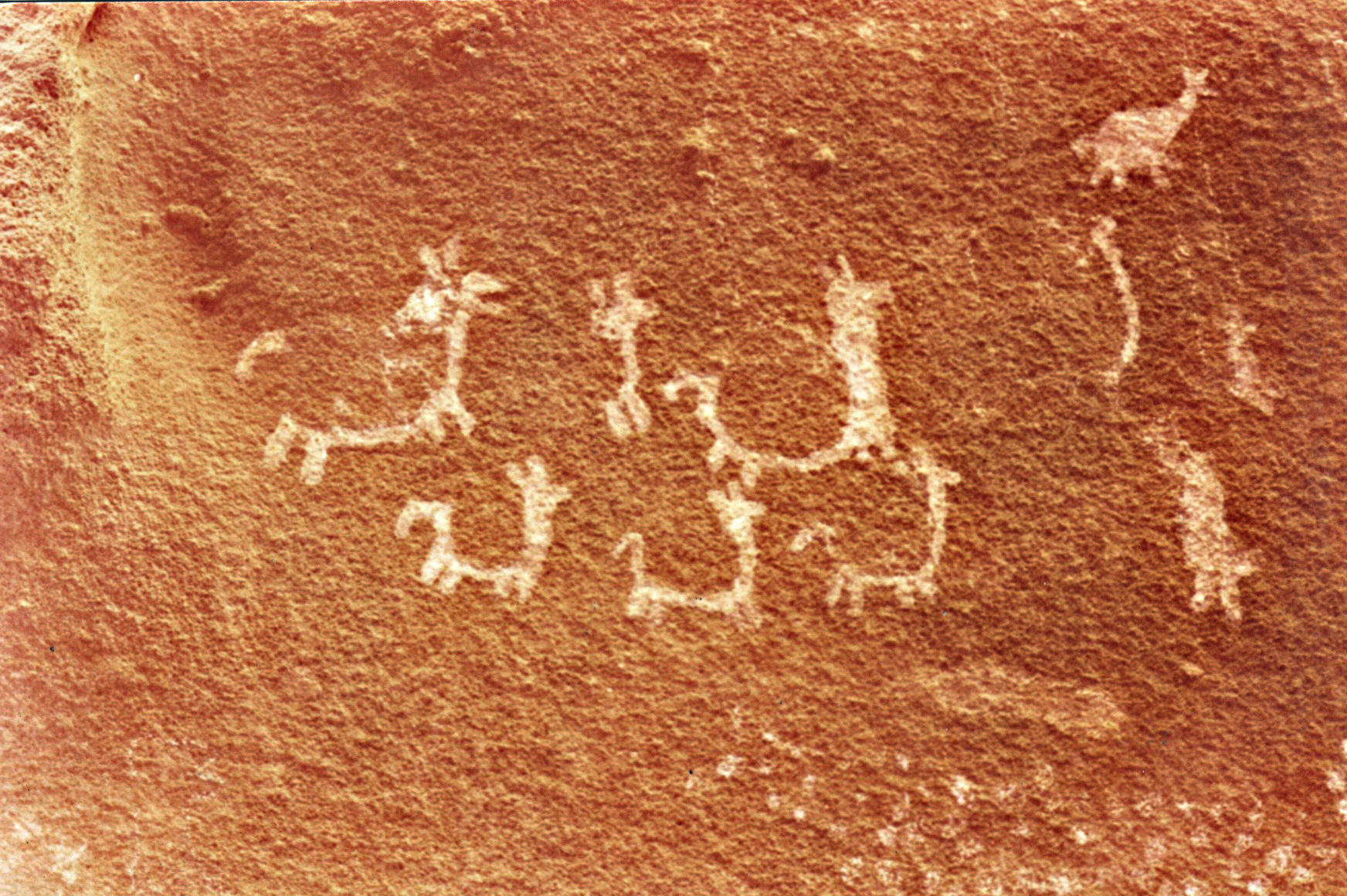
Pintura rupestre en los aleros de Cerro Colorado.

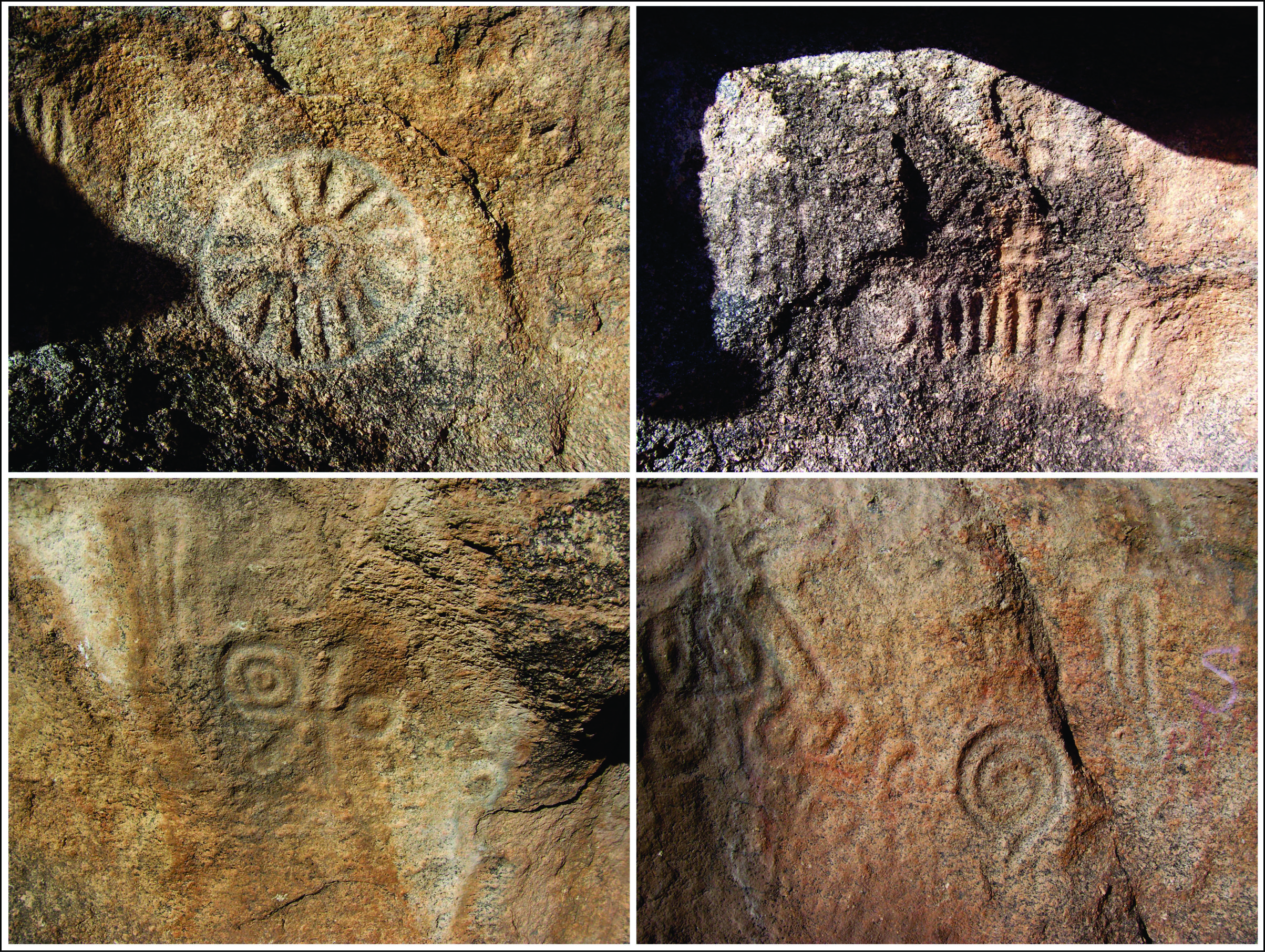
Grabados rupestres de las sierras de Serrezuela.

También se verifica un máximo desarrollo de las redes de interacción de alcance extrarregional. A través de las mismas ingresaron regularmente a la región objetos terminados y materias primas alóctonas, como determinadas rocas, valvas de moluscos (Anodontites sp., Diplodon sp., Urosalpinx sp.) y en contadas ocasiones pequeños adornos de metal. 
El escenario de este período, definido por el incremento demográfico, la intensificación de la producción, las demarcaciones territoriales y posiblemente los movimientos poblacionales, condujo a niveles crecientes de conflictividad social. 
Las tensiones pueden ser advertidas, por ejemplo, en determinados paneles con arte rupestre, donde las creaciones originales fueron parcial o totalmente destruidas para imponer en el mismo sitio otras imágenes. Tales acciones se interpretan como ejercicios de violencia simbólica, donde determinados discursos provenientes del pasado, y de otras condiciones históricas o socioculturales, fueron reemplazados por nuevos relatos.
Entre otros sitios se observan motivos rupestres que representan armas o personas armadas, y específicamente en el caso de Cerro Colorado, escenas de enfrentamientos entre grupos o personas provistas con arco y flechas. Por último, se han registrado algunos casos de violencia interpersonal en esqueletos con diferentes lesiones y asimismo, con flechas incrustadas en o entre los huesos.

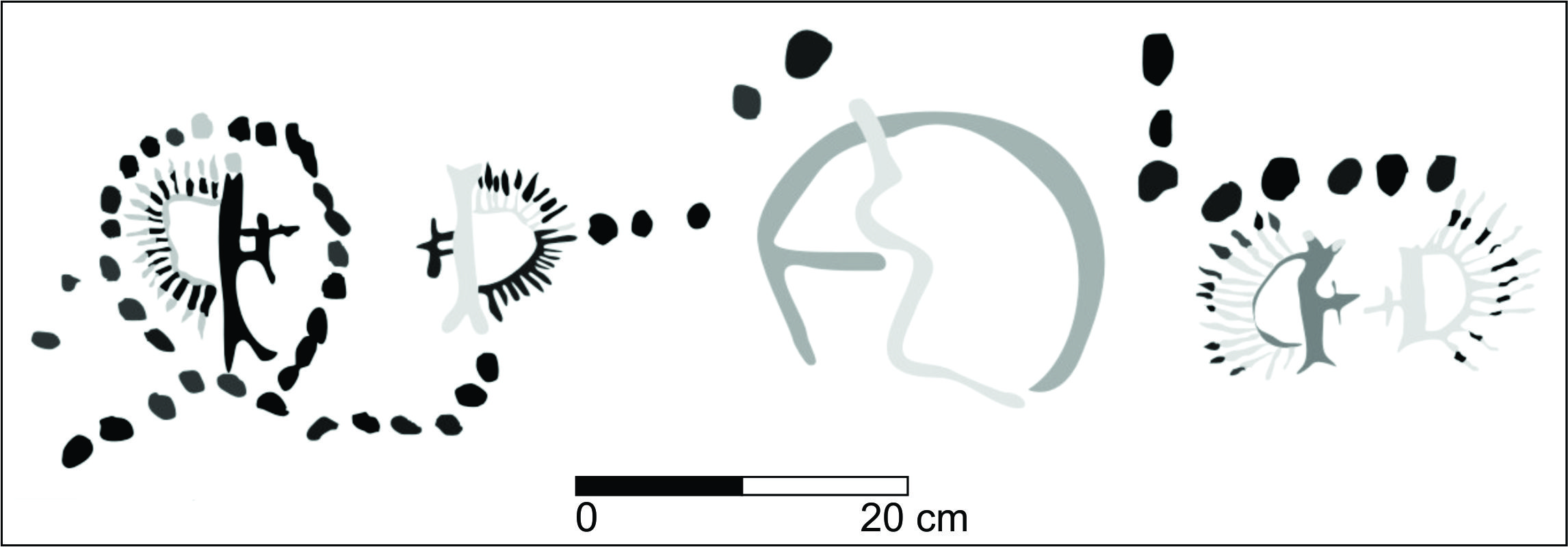
Enfrentamiento entre “guerreros” con arcos en Cerro Colorado.

### Comunidades originarias en tiempos coloniales y republicanos
Los documentos escritos del siglo XVI informan sobre la organización de las comunidades originarias de ese tiempo. Se menciona la existencia de dos pueblos o entidades socioculturales, denominados “comechingones” y “sanavirones”. El vocablo “comechingón” sólo se registra en la documentación hasta fines del siglo XVI, como un término de referencia geográfica: “gobernación de Tucumán y sus provincias de indios comechingones, juríes y diaguitas”.
Existen pocos elementos para afirmar que estas denominaciones se correspondieran con entidades reconocidas por los propios nativos y no fueran, en cambio, identidades asignadas por los españoles, producto quizás de una diferenciación lingüística. En efecto, otro cúmulo de fuentes escritas (expedientes judiciales, títulos de merced, cartas, informaciones de los gobernadores) aporta un conjunto complejo y numerosísimo de nominaciones de pueblos y parcialidades, que revelan una enorme fragmentación política, con diferentes grados de sujeción y agregación.
Las adscripciones de “comechingones” o “sanavirones” fueron construcciones producidas por efecto de la conquista española, donde los invasores necesitaron referirse al conjunto de la población indígena de la región bajo ciertos nombres comunes. Situaciones similares han ocurrido en otras regiones como el Noroeste Argentino, por ejemplo con los pueblos calchaquíes, o en el sur con los grupos pampas. 
Las fuentes coloniales aportan algunos datos sobre el sistema de autoridades. Ellas revelan que las comunidades se organizaban en cacicazgos simples (con un cacique o curaca) o múltiples (con un cacique principal y dos o tres secundarios). La autoridad de los jefes étnicos se basaba en el “prestigio” adquirido y en el “parentesco” que daba preeminencia a ciertos linajes.
Si bien el liderazgo de estos jefes fue débil, podían pactar en nombre de sus pueblos alianzas para la guerra o negociar el acceso a ciertos recursos. También gozaban del respeto de los miembros de su comunidad, al punto de que disfrutaban de lugares o sitiales de preeminencia en las celebraciones y en algunos casos puntuales, con derecho a la poligamia. 

#### Efectos de la colonización en las poblaciones nativas
El impacto de la conquista y colonización española se inició a mediados del siglo XVI, con las primeras exploraciones al mando de Francisco César (1529), Diego de Rojas y su hueste (1543-1546), Francisco de Villagra (1553-1554), Francisco de Aguirre (1567) y Lorenzo Suárez de Figueroa (1573). Estas exploraciones produjeron los primeros impactos en la población indígena, promoviendo enfrentamientos armados y facilitando el reconocimiento del terreno para la posterior fundación de Córdoba. 
Dicha fundación, realizada en 1573 por Jerónimo Luis de Cabrera, produjo uno de los primeros movimientos obligados de población, por cuanto los nativos que habitaban ese valle de Quisquitipa fueron trasladados a otros sitios de la jurisdicción. Estos movimientos, voluntarios o coercitivos, continuaron a lo largo de los siglos XVI y XVII, como parte de los condicionamientos impuestos por el nuevo sistema colonial. 
Algunos de los factores que más incidieron y alteraron la vida y las formas de organización nativas son:
1. nuevas enfermedades, traídas por los conquistadores, como la viruela, el sarampión y la sífilis, que hicieron estragos en la demografía.
2. apropiación de las tierras más productivas, recibidas por los españoles como premio a sus servicios a la Corona y participación en el proceso de conquista, con la modalidad de mercedes de tierra. Dichas concesiones se entregaron generalmente en las márgenes de los ríos, en el piedemonte y en los valles serranos, con mejores posibilidades de explotación económica. Casi todas esas tierras ya estaban ocupadas por los nativos y el proceso de otorgamiento de mercedes los impactó directamente y los desapropió.
3. implantación del sistema de encomiendas. La merced de encomienda constituía una cesión de la Corona, que renunciaba a su derecho a cobrar el tributo a las poblaciones indígenas en favor de un particular (encomendero) quien a su vez se veía en la obligación de evangelizar y cuidar a los indígenas que recibía en concepto de encomienda. En la jurisdicción de Córdoba fue habitual que el pago de ese tributo se realizara en especies (mantas, telas, frutos de recolección o productos agrícolas) o bien en “servicio personal”, es decir en trabajo. Se produjo así la modificación de las prácticas y mecanismos de reproducción social de las poblaciones nativas, cuya inserción en nuevas modalidades de trabajo implicó la paulatina disolución de su economía doméstica.[31]
4. traslado, fraccionamiento y recomposición de pueblos. A los fines de cumplir con el tributo y las obligaciones con el encomendero muchas comunidades fueron trasladadas a los establecimientos productivos españoles (estancias, chacaras, obrajes) y con dicho movimiento fueron desvinculándose de sus tierras de origen, perdiendo así, con el tiempo, todo derecho a ellas.
5. introducción de especies del viejo mundo, animales como vacas (Bos primigenius taurus), caballos (Equus ferus caballus), asnos (Equus africanus asinus), ovejas (Ovis orientalis aries) o cerdos (Sus scrofa domestica), y vegetales como trigo (Triticum spp.), cebada (Hordeum vulgare), centeno (Secale cereale), vid (Vitis spp.) o árboles frutales. Estos fueron introducidos por los europeos para sostener las crecientes poblaciones coloniales, alterando el paisaje y modificando la economía practicada durante siglos por las comunidades originarias.
6. introducción de poblaciones foráneas. Durante el siglo XVII grupos indígenas provenientes de otras regiones del virreinato del Perú fueron llevados y asentados en la jurisdicción de Córdoba. Se trata de poblaciones provenientes de los valles Calchaquíes, región chaqueña y jurisdicciones contiguas como La Rioja y Santiago del Estero. Estos grupos foráneos se movilizaron voluntariamente en algunos casos, pero casi siempre fue por la fuerza, esto es, fueron “desnaturalizados” y asentados en nuevos sitios para evitar acciones armadas o movimientos de rebelión. Por otro lado, el comercio de esclavos de origen africano realizó su contribución al mapa poblacional de la región, que imprimió a la sociedad colonial un carácter multiétnico y mestizo.

#### Mestizaje, identidades asignadas y reconfiguradas
El contacto hispano-indígena produjo cambios drásticos en las poblaciones autóctonas de Córdoba. Si bien se registraron movimientos de resistencia armada durante los primeros años, puede decirse que los jefes étnicos no lograron aglutinar con suficiente fuerza a las comunidades para enfrentar de manera decisiva al dominio español. Los enfrentamientos armados datan de las primeras décadas, mientras que con el tiempo, las modalidades de resistencia fueron menos violentas y más sutiles. Finalmente la resistencia frente a algún derecho vulnerado dejó de ser colectiva y pasó al plano individual, lo que revela la ruptura de los lazos comunitarios.
A pesar de este proceso de desestructuración, algunas comunidades lograron sobrevivir, conservando el acceso a la tierra. A fines del siglo XVII persistían seis pueblos indígenas con sus tierras originarias: Quilino, Soto (Chuto), Cami Coschin (Cosquín), Pichanas, Pueblo de la Toma y Tay Pichin (San Marcos). Desde fines del siglo XVII, éstas comunidades indígenas fueron capaces de resistir y perdurar, inclusive, hasta fines del siglo XIX, merced a un esfuerzo por defender la posesión de la tierra frente al estado.

## Antiguas parcialidades

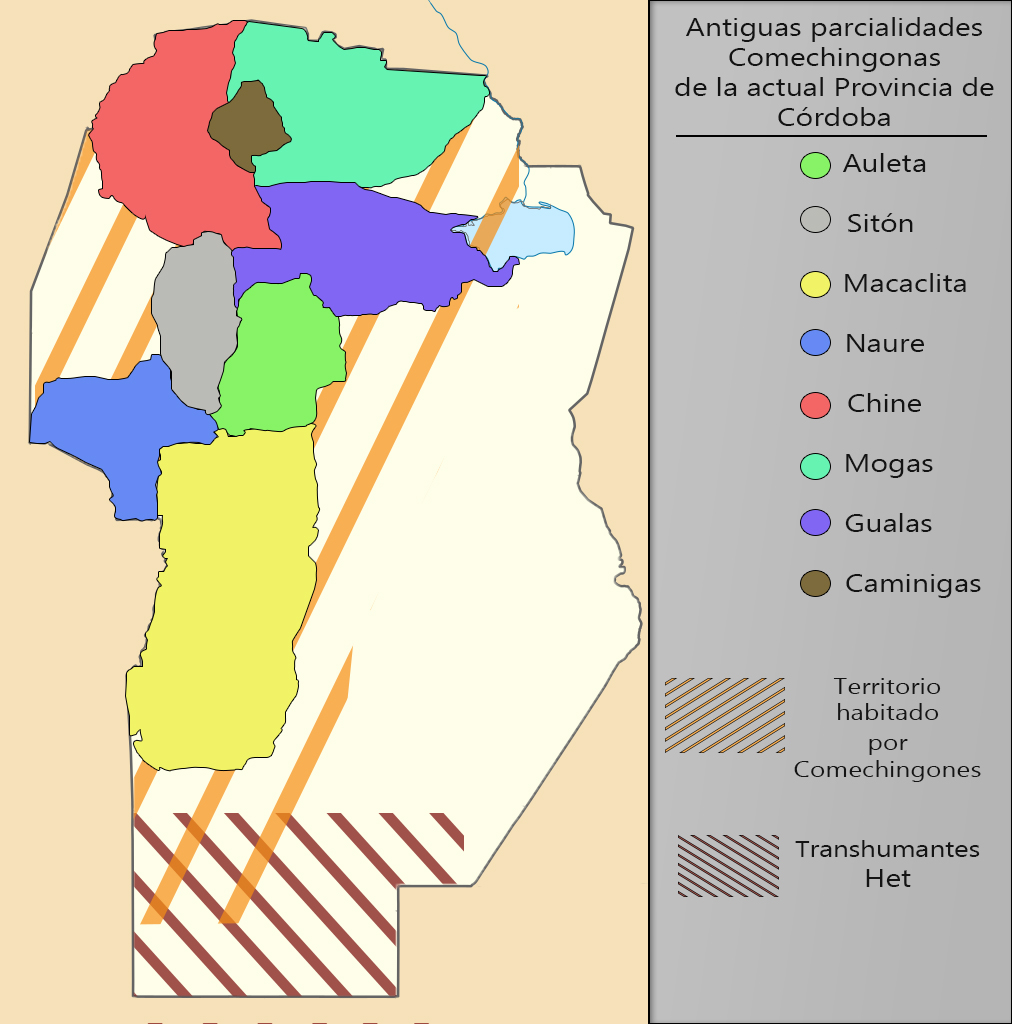
Mapa con parcialidades y territorios aproximados de la etnia henia en la actual provincia de Córdoba.

- Hênia (principalmente en las Sierras de Córdoba de la provincia de Córdoba)
  - Mogas (en las sierras de Ambargasta)
  - Caminigas (al sur de los mogas)
  - Gualas o Guachas (al sur de los caminigas)
  - Chine (al oeste de los gualas)
  - Sitón (en el valle de Punilla, y faldeos occidentales de la Sierra Chica cordobesa)
  - Auleta (en el occidente de la Sierra Chica, en el valle de Paravachasca, y sur del valle de Punilla)
  - Naure (en el sur y parte central del valle de Traslasierra; al norte llamados saleta y nogolma)
  - Macaclita (en el valle de Calamuchita, y oriente de las sierras de Comechingones bajando hasta el río Cuarto).

- Kamiare (principalmente en el norte de la provincia de San Luis)
  - Saleta (en el oeste de la sierra de Comechingones y la Villa de Merlo)
  - Nogolma (al oeste de los saletas, es decir en el valle de Conlara)
  - Michilingüe (los más conocidos de San Luis; al oeste y al sur de los grupos precitados)

## Denominación
La denominación "comechingones" ha ofrecido numerosas discusiones entre las y los historiadores desde principios del siglo XX. Muchos de los desacuerdos y problemas respecto del término se desprenden del hecho de que las lenguas nativas de la región (henia y camiare como los dos grandes grupos lingüísticos más reconocidos) desaparecieron con rapidez y no es posible en la actualidad asignar significados a los vocablos que han perdurado, la mayoría de ellos topónimos y etnónimos. Uno de los primeros trabajos sobre las poblaciones nativas fue realizado por Aníbal Montes, cuya mayor contribución fue la elaboración de un nomenclador de toponimia de Córdoba a partir de los procesos judiciales coloniales.
Según Aníbal Montes esta designación "comenchingones" fue el resultado de una “palabra mal oída quizás” (Montes 1944: 67), que escucharon los españoles en su expedición por Santiago del Estero en el año 1544. La alusión de Comechingones para referirse a los aborígenes de las sierras de Córdoba fue “la pluralización castellana” (cfr. Montes 1944: 64) de “Camichingón”. El término original habría hecho referencia a las serranías muy pobladas del sur y la habrían concedido otros indígenas del norte refiriéndose a ellos.(cfr. Montes 1944: 64)
Montes realiza la siguiente descripción del término en cuestión:

"'Camichingón' es palabra híbrida que significa 'serranías con muchos pueblos'. 'Cami' es sierra en idioma propio de este territorio montañoso, en el cual la palabra 'camiare' significa 'serrano' y 'camin' 'gran valle'.

'Chin' es un pueblo en idioma Vilela y equivale al 'chin' de los camiares, como por ej: 'tane hin' o 'Tane chin' es un mismo pueblo del gran valle del Salsacate. 'Gon' es la conocida pluralización quichua."
Montes, 1944: 64 y 65.

Estas traducciones aportadas por Aníbal Montes no ofrecen, sin embargo, un verdadero fundamento lingüístico. Tampoco es posible sostener a partir de los documentos históricos que se conservan, ni las investigaciones realizadas, que la denominación "comenchingón" pueda corresponderse con una identidad autoasignada por los pobladores del lugar. Se trató en todo caso de una asignación exogrupal realizada por los propios españoles (cronistas, conquistadores de la región, etc.) a fines del siglo XVI para identificar a los pobladores del actual territorio de las serranías de Córdoba.

## Descendientes actuales
La Encuesta Complementaria de Pueblos Indígenas (ECPI) 2004-2005, complementaria del Censo Nacional de Población, Hogares y Viviendas 2001 de Argentina, dio como resultado que se reconocieron o descienden en primera generación del pueblo comechingón 10 863 personas en Argentina (ninguno residiendo en comunidades indígenas), de las cuales 5119 vivían en la provincia de Córdoba y 5744 en el resto del país.
El Censo Nacional de Población de 2010 en Argentina reveló la existencia de 34 546 personas que se autoreconocieron como comechingones en todo el país, 17 313 de los cuales residían en la provincia de Córdoba, 5564 en el Gran Buenos Aires, 2145 en la provincia de San Luis, 2021 en la ciudad de Buenos Aires, 1943 en la provincia de Santa Fe, 1491 en la de Mendoza, 399 en la de La Rioja, 315 en la del Chubut y 130 en la de San Juan.
Desde 1995 el Instituto Nacional de Asuntos Indígenas (INAI) comenzó a reconocer personería jurídica mediante inscripción en el Registro Nacional de Comunidades Indígenas (Renaci) a comunidades indígenas de Argentina, entre ellas a comunidades comechingonas de la provincia de Córdoba:
Así, se reconocen oficialmente a las siguientes comunidades:
- Departamento Río Cuarto:
  - Comunidad Ckatacuna (en Villa María-Villa Nueva)
- General San Martín:
  - Comunidad Ctalomuchita (en Las Higueras) (el 17 de septiembre de 2014)
- Departamento Juárez Celman:
  - Comunidad Indígena Hijos del Sol Comechingón (en Dolores-San Esteban) (el 18 de marzo de 2010)
- Departamento Capital: 
  - Comunidad Aborigen Comechingón del Pueblo de La Toma (el 15 de febrero de 2010)
  - Comunidad Quisquisacate Curaca Lino Acevedo (el 14 de noviembre de 2011)
- Departamento Cruz del Eje:
  - Comunidad Tacu Kuntur (en San Marcos Sierras) (el 4 de mayo de 2009)
  - Comunidad Indígena Territorial Comechingón-Sanavirón	Tulián (en San Marcos Sierras) (el 11 de marzo de 2010)
  - Comunidad Macat Henen (en La Higuera) (el 20 de agosto de 2013)
- Departamento Minas:
  - Comunidad Macat Henen (en San Carlos Minas) (el 20 de agosto de 2013)
- Departamento Punilla:
  - Comunidad Ticas (en Bialet Massé, San Marcos Sierras y Villa Carlos Paz) (el 3 de abril de 2009)
  - Comunidad Arabela (en San Esteban) (el 4 de diciembre de 2015)

Otras comunidades comechingonas sin personería jurídica son:
1. Comunidad Comechingona Toco‐Toco, Cruz del Eje
2. Comunidad indígena Luisa Campos Maldonado del Pueblo Camiare Comechingón
3. Comunidad Comechingona Casimira
4. Comunidad Comechingona Nueve Lunas
5. Comunidad Comechingona Ochonga
6. Comunidad Comechingona Lu‐San
7. Comunidad Comechingona Paravachasca
8. Comunidad Kamiare Chavascate
9. Comunidad Timoteo Reyna
10. Comunidad Sikiman (Chelkos-Camiares)
11. Comunidad Lacza Henen (Chelkos-Nono)

## Lengua
Los hênia-kamiare o "comechingones" poseían su propio idioma, que posiblemente fueran varios. En 1594 Barzana informó que en la sierra de Córdoba se hablaban más de ocho o nueve lenguas diferentes, lo que indican que tal vez la "lengua de los comechingones" no constituyera una unidad y fuera en realidad un conjunto de lenguas diferentes relacionadas. Sin embargo, esta lengua (o lenguas) está virtualmente indocumentada y actualmente en el territorio que habitaban abunda la toponimia en runa simi o quechua; esto debido a que los conquistadores españoles desde el siglo XVI impusieron el runa simi (dialectizado) como lengua general para comunicarse con las muy diversas etnias aborígenes ubicadas en el Cuyo, Córdoba, Santiago el Estero, y el Noroeste Argentino. Eso explica que posteriormente a la llegada de los españoles en el siglo XVI junto a los topónimos españoles proliferaran (olvidándose los nombres originales) los escritos en runa simi o quechua, y también explica el moderno nombre quechua de la zona arqueológica hoy llamada Inti Huasi en las sierras de la provincia de San Luis, zona arqueológica centrada en cuevas y grutas cuyo nombre verdadero y original hênîa-kâmîare se encuentra olvidado desde el siglo XVII.
Algunas palabras seguras:[cita requerida]
| Comechingón              | Español       |
| Henen, henin, hen, pitin | Pueblo        |
| Naguan, acan nave        | Cacique       |
| Butos                    | Casa          |
| Tica                     | Mojón         |
| San                      | Río o agua    |
| Chi                      | Pezón         |
| Eara                     | Peñasco       |
| Lemín                    | Pescado       |
| Cassan                   | Fortificación |
| Chaquín                  | Cerro grande  |
| Chona                    | Rocoso        |
| Tanti Cucho              | Mala semilla  |
| Ancua                    | Maíz tostado  |
| Quisqui                  | Penca         |
| Uncu                     | Camisa        |
| Cala                     | Sierra        |
| Uñapa                    | Anciana       |
| Na                       | Grande        |
| Cabana                   | Mirador       |
| Acan                     | Guerrero      |
| Su                       | Dulce         |
| Alpa                     | Roca          |

### Singularidad fonológica
Un curioso aporte han dejado los "comechingones": la llamada «tonada» cordobesa (de Córdoba, Argentina) o «cantito» que se define como "el alargamiento de la sílaba pretónica", es decir, el alargamiento de la sílaba previa a la acentuada. Esta tonada o acento del castellano hablado en la Córdoba argentina a inicios de siglo XIX se encontraba principalmente muy marcado en las zonas montañosas, aunque es frecuente en la mayor parte de las provincias argentinas de Córdoba y San Luis.
Tal tonada o "cantito" o curva tonal se puede ejemplificar fonológicamente del siguiente modo: si un hablante de Madrid (España) pronuncia la palabra "tráemelo" de modo que se desglosa en 3 sílabas: [tráe-me-lo], un hablante con curva tonal cordobesa (de la Córdoba argentina) pronuncia la misma palabra en cuatro sílabas del siguiente modo: [tra-e-me:-ló] (los dos puntos tras la segunda "e" significan el alargamiento de dicha vocal previa a la sílaba acentuada).
Antonio Tovar menciona cinco dialectos del idioma "comechingón": main, yuya, mundema (o "indama"), kama y umba aunque en la actualidad no se pueden dar precisiones sobre la distribución de tales dialectos.
- Nota:* en Cerro Colorado, Ongamira, Quebrada de la Luna (Los Terrones), El Rincón (San Marcos Sierras) y en el sitio santiagueño de Para Yacu se mezclan tardíamente (hacia fines del s XV e inicios del s XVI) los elementos culturales comechingones con los de los invasores sanavirones.